# 3 000 meter hinder för herrar i friidrott vid olympiska sommarspelen 1976
3000 meter hinder för herrar vid olympiska sommarspelen 1976 i Montréal avgjordes den 25-28 juli. 

## Medaljörer
| Gren              | Guld                      | Guld            | Silver                       | Silver  | Brons                         | Brons   |
| 3000 meter hinder | Anders Gärderud · Sverige | 8.08,02 (WR OR) | Bronisław Malinowski · Polen | 8.09,11 | Frank Baumgartl · Östtyskland | 8.10,36 |

## Resultat
- Q innebär avancemang utifrån placering i heatet.
- q innebär avancemang utifrån total placering.
- DNS innebär att personen inte startade.
- DNF innebär att personen inte fullföljde.
- DQ innebär diskvalificering.
- NR innebär nationellt rekord.
- OR innebär olympiskt rekord.
- WR innebär världsrekord.
- WJR innebär världsrekord för juniorer
- AR innebär världsdelsrekord (area record)
- PB innebär personligt rekord.
- SB innebär säsongsbästa.

### Final
- Hölls den 28 juli 1976

| Heat | FINAL                      | Tid             |
| ---- | -------------------------- | --------------- |
|      | Anders Gärderud (SWE)      | 8.08,02 (WR OR) |
|      | Bronisław Malinowski (POL) | 8.09,11         |
|      | Frank Baumgartl (GDR)      | 8.10,36         |
| 4.   | Tapio Kantanen (FIN)       | 8.12,60         |
| 5.   | Michael Karst (FRG)        | 8.20,14         |
| 6.   | Euan Robertson (NZL)       | 8.21,08         |
| 7.   | Dan Glans (SWE)            | 8.21,53         |
| 8.   | Antonio Campos (ESP)       | 8.22,65         |
| 9.   | Dennis Coates (GBR)        | 8.22,99         |
| 10.  | Henry Marsh (USA)          | 8.23,99         |
| 11.  | Tony Staynings (GBR)       | 8.33,66         |
| 12.  | Ismo Toukonen (FIN)        | 8.42,74         |

### Försöksheat
- Hölls den 25 juli 1972

| Heat | Heat 1                     | Tid     |
| ---- | -------------------------- | ------- |
| 1.   | Bronisław Malinowski (POL) | 8.18,56 |
| 2.   | Frank Baumgartl (GDR)      | 8.21,25 |
| 3.   | Anders Gärderud (SWE)      | 8.21,43 |
| 4.   | Antonio Campos (ESP)       | 8:24.53 |
| 5.   | Ismo Toukonen (FIN)        | 8:27.96 |
| 6.   | Henry Marsh (USA)          | 8:31.46 |
| 7.   | Jean-Paul Villain (FRA)    | 8:35.03 |
| 8.   | John Bicourt (GBR)         | 8:35.71 |
| 9.   | Willi Maier (FRG)          | 8:44.82 |
| 10.  | Peter Larkins (AUS)        | 8:46.89 |
| 11.  | Ágúst Ásgeirsson (ISL)     | 8:53.95 |
| —    | Gerd Frähmcke (FRG)        | DNF     |

| Heat | Heat 4                | Tid     |
| ---- | --------------------- | ------- |
| 1.   | Dennis Coates (GBR)   | 8.18,95 |
| 2.   | Tapio Kantanen (FIN)  | 8.20,82 |
| 3.   | Dan Glans (SWE)       | 8.23,73 |
| 4.   | Michael Karst (FRG)   | 8:25.02 |
| 5.   | Euan Robertson (NZL)  | 8:26.31 |
| 6.   | Tony Staynings (GBR)  | 8:29.21 |
| 7.   | Paul Thijs (BEL)      | 8:31.55 |
| 8.   | Doug Brown (USA)      | 8:33.25 |
| 9.   | Takaharu Koyama (JPN) | 8:37.28 |
| 10.  | Mike Roche (USA)      | 8:37.36 |
| 11.  | Dušan Moravčík (TCH)  | 8:41.95 |
| 12.  | Gheorghe Cefan (ROM)  | 8:57.22 |